# Louis Hardenpont
Louis Xavier Joseph Hardenpont, né le 9 avril 1841 à Mons et mort le 10 juin 1921 à Mons, est un industriel et homme politique belge.

## Biographie
Il est le fils de Léopold Hardenpont et de Louise Monjot. Marié à Clotilde Maigret, il est le beau-père du baron  Jules Duvivier (1858-1919), député permanent du Hainaut, et de Charles Gendebien.
Il est président des Charbonnages de Mariemont, vice-président des Charbonnages de Mariemont-Bascoup, directeur d'Hardenpont, Maigret et Cie et des Charbonnages d'Helchteren-Zolder.

## Mandats
- Conseiller communal de Mons : 1875-1887
- Membre du Sénat belge : 1883-1900

## Sources
- R. DEVULDERE, Biografisch repertorium der Belgische parlementairen, senatoren en volksvertegenwoordigers 1830 tot 1.8.1965, Gent, R.U.G. onuitgegeven licentiaatsverhandeling (sectie geschiedenis), 1965, p. 1144.
- P. VAN MOLLE, Het Belgisch parlement 1894-1969, Gent, Erasmus, 1969, p. 169.